# Ricardo Giménez-Arnau
Ricardo Giménez-Arnau Gran (27 de octubre de 1910-19 de junio de 1972) fue un diplomático español.

## Biografía
Nació en Laredo el 27 de octubre de 1910.
Participó en la Guerra Civil Española integrado en el Cuerpo General de la Armada y llegó a alcanzar el rango de teniente de navío. Estuvo destinado en el crucero Canarias. Entre 1939 y 1941 ejerció como jefe del Servicio Exterior de Falange, coincidiendo en el tiempo con el inicio de la Segunda Guerra Mundial y el expansionismo nazi por Europa. En los primeros años de la dictadura franquista también formó parte de la jefatura política de FET y de las JONS. Posteriormente, en 1942, ingresó en la Escuela diplomática de Madrid. A lo largo de su carrera estuvo destinado en misión diplomática en numerosos países: Chile, México, Estados Unidos, Austria, Alemania occidental, Marruecos, etc. En el cénit de su carrera, fue nombrado embajador en República Dominicana y con posterioridad en Marruecos.
Falleció en Madrid el 19 de junio de 1972, tras una larga enfermedad.

## Familia
Uno de sus hermanos, José Antonio, fue un destacado diplomático, periodista y escritor durante el régimen franquista.
En 1944 contrajo matrimonio con la famosa actriz Conchita Montenegro.